# Jeanette Altwegg
Jeanette Eleanor Altwegg, po mężu Wirz, CBE (ur. 8 września 1930 w Coimbatore, zm. 18 czerwca 2021 w Bernie) – brytyjska łyżwiarka figurowa, startująca w konkurencji solistek. Mistrzyni olimpijska z Oslo (1952), brązowa medalistka olimpijska z Sankt Moritz (1948), mistrzyni świata (1951), dwukrotna mistrzyni Europy (1951, 1952) oraz czterokrotna mistrzyni Wielkiej Brytanii (1948–1951).
Altwegg urodziła się w Indiach, ale została wychowana i wykształcona w Lancashire, gdzie jej szwajcarski ojciec Herman Altwegg pracował w Liverpool Cotton Exchange i został naturalizowanym Brytyjczykiem, ale powrócił do Szwajcarii w 1946 roku, gdy Cotton Exchange został znacjonalizowany.
Po zdobyciu tytułu mistrzyni olimpijskiej w 1952 roku Altwegg zakończyła karierę amatorską i nie wystartowała w mistrzostwach świata 1952 kończących sezon. Pomimo otrzymania lukratywnych ofert występu w profesjonalnych rewiach łyżwiarskich Altwegg wybrała pracę w szwajcarskim sierocińcu. Przez rok przebywała w Wiosce Dziecięcej Pestalozzi, a po przyznaniu jej Orderu Imperium Brytyjskiego III klasy w 1953 roku wyszła za mąż za Marca Wirza, szwajcarskiego inżyniera, który był bratem jej przyjaciółki i łyżwiarki figurowej Susi Wirz. Jeanette i Marc mieli czworo dzieci, rozwiedli się w 1973 roku. W 1983 roku ich córka Cristina (po mężu Lestander) została mistrzynią świata 1983 w curlingu.

## Osiągnięcia
| Zawody                        | 1947           | 1948           | 1949           | 1950           | 1951           | 1952           |                |                |                |                |                |                |                |                |                |                |                |
| Międzynarodowe                | Międzynarodowe | Międzynarodowe | Międzynarodowe | Międzynarodowe | Międzynarodowe | Międzynarodowe | Międzynarodowe | Międzynarodowe | Międzynarodowe | Międzynarodowe | Międzynarodowe | Międzynarodowe | Międzynarodowe | Międzynarodowe | Międzynarodowe | Międzynarodowe | Międzynarodowe |
| ----------------------------- | -------------- | -------------- | -------------- | -------------- | -------------- | -------------- | -------------- | -------------- | -------------- | -------------- | -------------- | -------------- | -------------- | -------------- | -------------- | -------------- | -------------- |
| Igrzyska olimpijskie          |                | 3              |                |                |                | 1              |                |                |                |                |                |                |                |                |                |                |                |
| Mistrzostwa świata            | 5              | 4              | 3              | 2              | 1              |                |                |                |                |                |                |                |                |                |                |                |                |
| Mistrzostwa Europy            | 4              | 5              | 3              | 2              | 1              | 1              |                |                |                |                |                |                |                |                |                |                |                |
| Krajowe                       |                |                |                |                |                |                |                |                |                |                |                |                |                |                |                |                |                |
| Mistrzostwa Wielkiej Brytanii |                | 1              | 1              | 1              | 1              |                |                |                |                |                |                |                |                |                |                |                |                |

## Nagrody i odznaczenia
- Order Imperium Brytyjskiego (CBE – Komandor orderu) – 1953
- Światowa Galeria Sławy Łyżwiarstwa Figurowego – 1993[6]